# That Don’t Impress Me Much
That Don’t Impress Me Much (englisch für „Das beeindruckt mich nicht sehr“) ist ein Lied der kanadischen Sängerin Shania Twain aus dem Jahr 1997.

## Entstehung und Veröffentlichung
Das Lied wurde von der Interpretin selbst, zusammen mit dem Koautoren Robert Lange, getextet beziehungsweise komponiert. Lange zeichnete zudem auch für die Produktion verantwortlich.
Die Erstveröffentlichung von You’re Still the One erfolgte als Teil von Shania Twains dritten Studioalbum Come On Over am 4. November 1997 bei Mercury Records. Am 7. Dezember 1998 wurde das Lied als Airplay veröffentlicht. Die Veröffentlichung als Single erfolgte am 10. Mai 1999 (Katalognummer: Mercury 870 759-2). Diese erschien weltweit in verschiedenen Ausführungen, die sich durch die Anzahl und Auswahl der B-Seiten unterscheiden.

## Inhalt
Im Lied geht es um das lyrische Ich, das seinem von sich eingebildeten Gegenüber begreiflich macht, dass sein Abheben sie nicht tangiert. Ob das Gegenüber Raketenwissenschaftler, Brad Pitt oder Elvis Presley sei, spiele für das lyrische Ich keine Rolle, denn das interessiere es nicht wirklich. („Oh-oh, you think you're special. Oh-oh, you think you're something else. Okay, so you're a rocket scientist. That don't impress me much. So you got the brains, but have you got the touch? Now, don't get me wrong—yeah, I think you're alright. But that won't keep me warm in the middle of the night. That don't impress me much.“).

## Musikvideo
Das dazugehörige Musikvideo wurde vom Regisseur Paul Boyd in der Mojave-Wüste am El Mirage Lake im Südwesten Nordamerikas gedreht. Es zeigt die Interpretin Shania Twain, gekleidet in ein Leopardenfell-Outfit mit Kapuze und dazu passenden Stiletto-Stiefeln. Sie trampt mitten in der Wüste, wo sie von mehreren Männern angesprochen wird, die ihr eine Mitfahrgelegenheit anbieten. Dazu gehören u. a. ein Mann in einem Chevy Bel Air von 1957, einer auf einem Motorrad, einer in einem Armeejeep, einer auf einem Tankwagen und einer auf einem friesischen Pferd. Das Video verzeichnete bis Juli 2024 auf der Videoplattform YouTube über 121 Millionen Aufrufe.

## Kommerzieller Erfolg

### Chartplatzierungen
| ChartsChartplatzierungen       | Höchstplatzierung | Wochen |
| ------------------------------ | ----------------- | ------ |
| Deutschland (GfK)              | 8 (20 Wo.)        | 20     |
| Österreich (Ö3)                | 3 (16 Wo.)        | 16     |
| Schweiz (IFPI)                 | 6 (33 Wo.)        | 33     |
| Vereinigte Staaten (Billboard) | 7 (28 Wo.)        | 28     |
| Vereinigtes Königreich (OCC)   | 3 (24 Wo.)        | 24     |

| ChartsJahrescharts (1999)      | Platzierung |
| ------------------------------ | ----------- |
| Deutschland (GfK)              | 34          |
| Österreich (Ö3)                | 29          |
| Schweiz (IFPI)                 | 30          |
| Vereinigte Staaten (Billboard) | 32          |
| Vereinigtes Königreich (OCC)   | 7           |

### Auszeichnungen für Musikverkäufe
| Land/Region                  | Auszeichnungen für Musikverkäufe (Land/Region, Auszeichnung, Verkäufe) | Verkäufe  |
| ---------------------------- | ---------------------------------------------------------------------- | --------- |
| Australien (ARIA)            | 2× Platin                                                              | 140.000   |
| Belgien (BRMA)               | Gold                                                                   | 25.000    |
| Dänemark (IFPI)              | Gold                                                                   | 45.000    |
| Deutschland (BVMI)           | Gold                                                                   | 250.000   |
| Frankreich (SNEP)            | Silber                                                                 | 125.000   |
| Kanada (MC)                  | 3× Platin                                                              | 240.000   |
| Neuseeland (RMNZ)            | Platin                                                                 | 30.000    |
| Norwegen (IFPI)              | Gold                                                                   | 10.000    |
| Österreich (IFPI)            | Gold                                                                   | 25.000    |
| Vereinigte Staaten (RIAA)    | Platin                                                                 | 1.000.000 |
| Vereinigtes Königreich (BPI) | 2× Platin                                                              | 1.300.000 |
| Insgesamt                    | 1× Silber · 5× Gold · 9× Platin ·                                      | 3.090.000 |

Hauptartikel: Shania Twain/Auszeichnungen für Musikverkäufe